# Chōya Umeshu

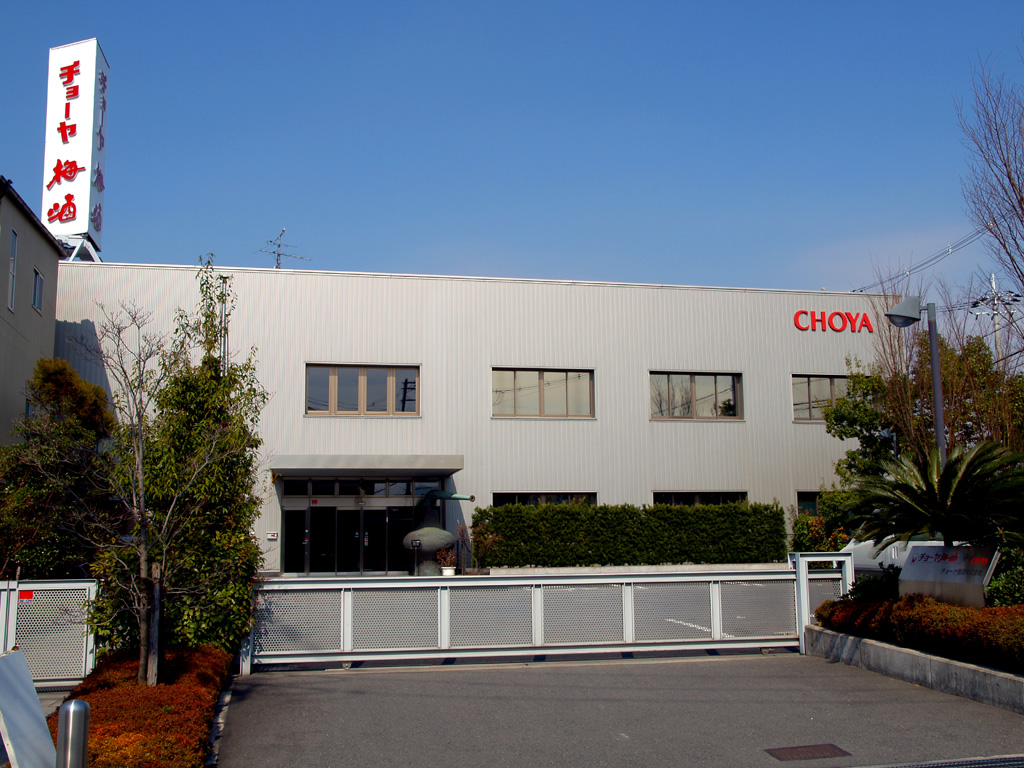
Unternehmenszentrale in Habikino, Japan (2008)

Chōya Umeshu K.K. (jap. チョーヤ梅酒株式会社, Chōya Umeshu Kabushiki kaisha; engl. Choya Umeshu Co. Ltd.) ist ein japanisches Unternehmen mit Hauptsitz in Habikino in der Präfektur Osaka (Japan), das sich auf die Produktion und den Verkauf von Umeshu spezialisiert hat.

## Geschichte
1914 startete der Vorläufer des Unternehmens zunächst mit dem Anbau von Weintrauben. Die eigentliche Unternehmensgründung erfolgte 1924 durch Sumitarō Kondō (金銅 住太郎). Zu Beginn wurde nur Wein produziert und verkauft. 1949 begann Choya zusätzlich mit der Produktion und dem Verkauf von Brandy, ab 1951 kam die Produktion und der Verkauf von Fruchtwein dazu. Die Ume-Fruchtliköre kamen 1959 mit in die Produktpalette. 1962 wurde die Chōya Yōshu Jōzō K.K. (蝶矢洋酒醸造株式会社, wörtlich: „Westliche-Spirituosen-Hersteller Chōya“) gegründet, es erfolgte eine Kapitalerhöhung auf 8.500.000 Yen. 1968 begann zusätzlich die Produktion und der Verkauf von medizinischem Kräuterlikör. Das Exportgeschäft mit dem Ume-Fruchtlikör nahm seinen Anfang und es fand eine weitere Kapitalerhöhung auf 17.000.000 Yen statt. Weitere medizinische Liköre kamen 1973 mit in die Produktpalette. 2000 kam es zu einer weiteren Umfirmierung auf Chōya Umeshu K.K. 2009 wurde zusätzlich zum Getränkeangebot die Kosmetikmarke „Choya Puranasu“ (CHOYA プラナス) exklusiv als Versandhandel eingeführt. 2010 wurde das Firmenlogo auf CHOYA geändert.
Die Erzeugnisse von Choya werden in 60 Länder exportiert; es bestehen Niederlassungen in Deutschland, Shanghai (Volksrepublik China) und den USA. Der Marktanteil bei Pflaumenlikör beträgt in Japan um die 40 Prozent, in Taiwan über 75 Prozent.

## Hauptprodukte
Kerngeschäft sind Fruchtliköre, Brandy, Sake, Wein und Lebensmittel. 2012 wurden in über 60 Ländern Chōya-Produkte vertrieben.
- Chōya Umeshu Kishū (チョーヤ梅酒紀州)
- Umesshu (ウメッシュ), kohlensäurehaltiges Getränk
- Yowanai Umesshu (酔わないウメッシュ), alkoholfreie Variante
- Chōya Sarari to Shita Umeshu (チョーヤ さらりとした梅酒)
- Chōya Umeshu Excellent (チョーヤ梅酒 エクセレント), Auszeichnung als Grand Gold Quality von Monde Selection[6]
- Chōya Torokeru Kokutō Umeshu (チョーヤ とろける黒糖梅酒), Auszeichnung als Gold Quality von Monde Selection[7]

## Produktionsanlagen
- Hauptwerk Osaka (Habikino, Osaka)
- Werk Osaka-Kawamukai (Habikino, Osaka)
- Werk Kishū (Tanabe, Präfektur Wakayama)
- Werk Iga-Ueno (Iga, Präfektur Mie)